# Vuelta a Burgos 2006

La XXVIII Vuelta a Burgos se disputó entre el 6 y el 10 de agosto de 2006 con un recorrido de 671,8 km dividido en cinco etapas, con inicio en Briviesca y final en Burgos.

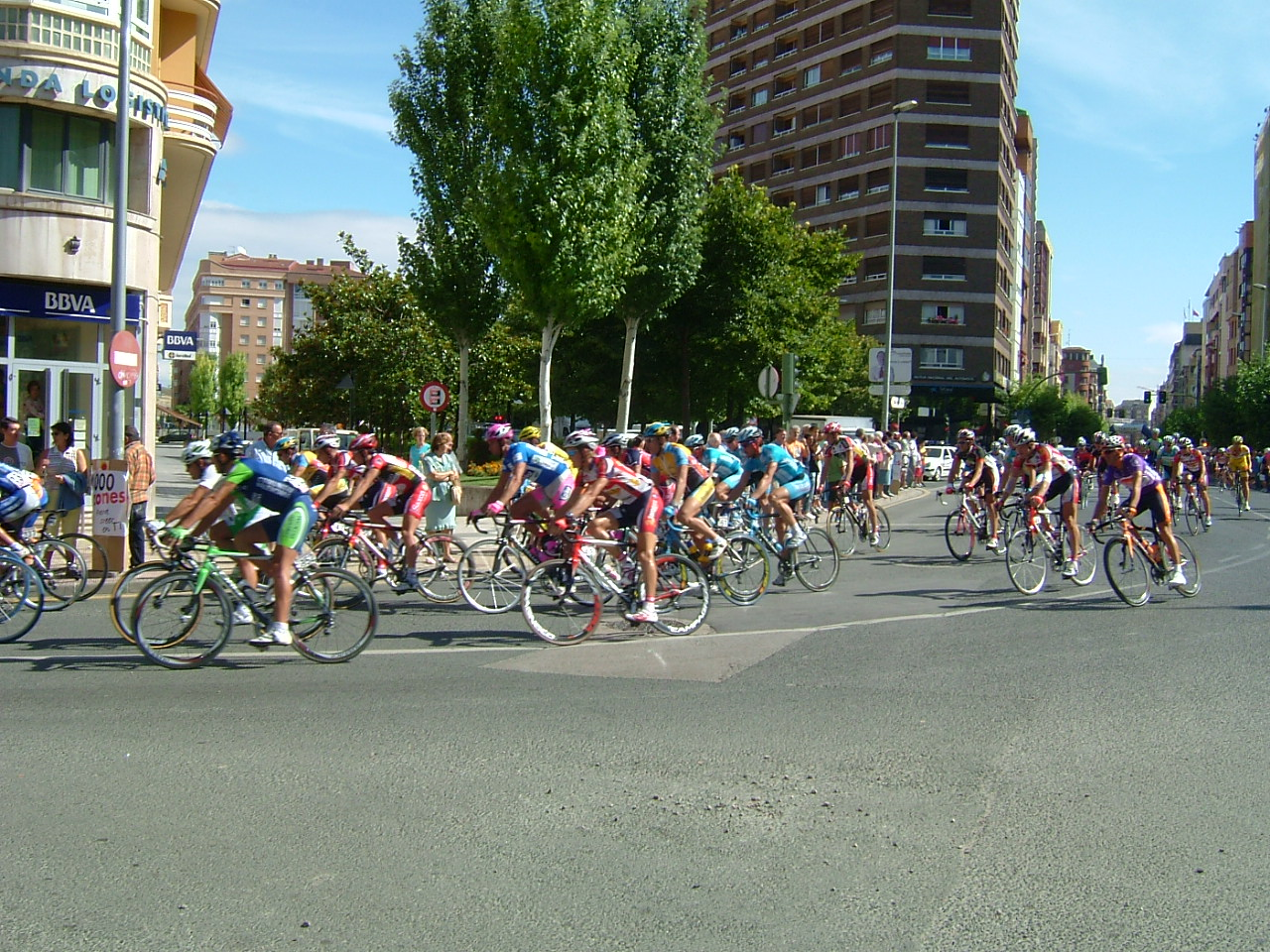
Pelotón en Miranda de Ebro.

La prueba perteneció al UCI Europe Tour de los Circuitos Continentales UCI, dentro de la máxima categoría para vueltas de varias etapas: 2.HC.
Tomaron parte en la carrera dieciocho equipos. Los cuatro equipos españoles de categoría UCI ProTeam (Astana, Caisse d'Epargne, Euskaltel-Euskadi y Sunier Duval-Scott); los cinco de categoría Profesional Continental (Comunidad Valenciana, Kaiku, Relax-GAM, Andalucía-Paul Versan y 3 Molinos Resort, Extremadura-Ciclismo Solidario); y dos de categoría Continental (Grupo Nicolás Mateos y Viña Magna-Cropu). En cuanto a representación extranjera, estuvieron siete equipos: los UCI ProTour del Rabobank y Team Milram; y los Profesionales Continentales del 3C Casalinghi Jet Androni Giocattoli, Acqua & Sapone, Landbouwkrediet-Colnago, Unibet.com y Chocolade Jacques-Topsport Vlaanderen. Formando así un pelotón de ciento cuarenta y dos ciclistas, con ocho corredores cada equipo (excepto el Viña Magna-Cropu que salió con seis), de los que acabaron ciento once.
El ganador final fue Iban Mayo, quien además se hizo con la etapa montañosa. Lo acompañaron en el podio José Antonio Pecharroman y Daniel Moreno respectivamente.
En las clasificaciones secundarias se impusieron Sergio Ghisalberti (montaña), Carlos Torrent (regularidad), José Antonio López Gil (metas volantes) y Euskaltel-Euskadi (equipos).

## Etapas
| Etapa     | Fecha        | Recorrido                             | km         | Ganador             | Líder               |
| --------- | ------------ | ------------------------------------- | ---------- | ------------------- | ------------------- |
| 1.ª etapa | 6 de agosto  | Briviesca-Medina de Pomar             | 178        | Aaron Kemps         | Aaron Kemps         |
| 2.ª etapa | 7 de agosto  | Aranda de Duero-Roa                   | 158        | Carlos Torrent      | Carlos Torrent      |
| 3.ª etapa | 8 de agosto  | Lerma-Lerma                           | 13.4 (CRI) | José Iván Gutiérrez | José Iván Gutiérrez |
| 4.ª etapa | 9 de agosto  | Vilviestre del Pinar-Lagunas de Neila | 149        | Iban Mayo           | Iban Mayo           |
| 5.ª etapa | 10 de agosto | Miranda de Ebro-Burgos                | 173.4      | José Iván Gutiérrez | Iban Mayo           |

## Clasificaciones finales
| \| 1. \| Iban Mayo \| 15h 45' 32" \| \| 2. \| José Antonio Pecharroman \| + 49" \| \| 3. \| Daniel Moreno \| + 51" \| \| 4. \| David Herrero \| + 54" \| \| 5. \| Alexis Rodríguez \| + 56" \| \| 6. \| Ricardo Serrano \| + 1' 01" \| \| 7. \| Juan Mauricio Soler \| + 1' 07" \| \| 8. \| José Iván Gutiérrez \| + 1' 10" \| \| 9. \| Ezequiel Mosquera \| + 1' 22" \| \| 10. \| Sergio Ghisalberti \| + 1' 23" \| |                          |             |
| 1. | Iban Mayo                | 15h 45' 32" |
| 2. | José Antonio Pecharroman | + 49"       |
| 3. | Daniel Moreno            | + 51"       |
| 4. | David Herrero            | + 54"       |
| 5. | Alexis Rodríguez         | + 56"       |
| 6. | Ricardo Serrano          | + 1' 01"    |
| 7. | Juan Mauricio Soler      | + 1' 07"    |
| 8. | José Iván Gutiérrez      | + 1' 10"    |
| 9. | Ezequiel Mosquera        | + 1' 22"    |
| 10. | Sergio Ghisalberti       | + 1' 23"    |

| \| 1. \| Sergio Ghisalberti \| 38 p. \| \| 2. \| Iban Mayo \| 32 p. \| \| 3. \| Alexis Rodríguez \| 32 p. \| |                    |       |
| 1. | Sergio Ghisalberti | 38 p. |
| 2. | Iban Mayo          | 32 p. |
| 3. | Alexis Rodríguez   | 32 p. |

| \| 1. \| Carlos Torrent \| 61 p. \| \| 2. \| José Iván Gutiérrez \| 53 p. \| \| 3. \| Aaron Kemps \| 39 p. \| |                     |       |
| 1. | Carlos Torrent      | 61 p. |
| 2. | José Iván Gutiérrez | 53 p. |
| 3. | Aaron Kemps         | 39 p. |

| \| 1. \| Jose Antonio López Gil \| 11 p. \| \| 2. \| Pieter Ghyllebert \| 7 p. \| \| 3. \| Maurizio Bellin \| 6 p. \| |                        |       |
| 1. | Jose Antonio López Gil | 11 p. |
| 2. | Pieter Ghyllebert      | 7 p.  |
| 3. | Maurizio Bellin        | 6 p.  |

| \| 1. \| Euskaltel-Euskadi \| 47h 19' 02" \| \| 2. \| Comunidad Valenciana \| + 8" \| \| 3. \| Relax-GAM \| + 1' 43" \| |                      |             |
| 1. | Euskaltel-Euskadi    | 47h 19' 02" |
| 2. | Comunidad Valenciana | + 8"        |
| 3. | Relax-GAM            | + 1' 43"    |